# Towarzystwo Płaskiej Ziemi

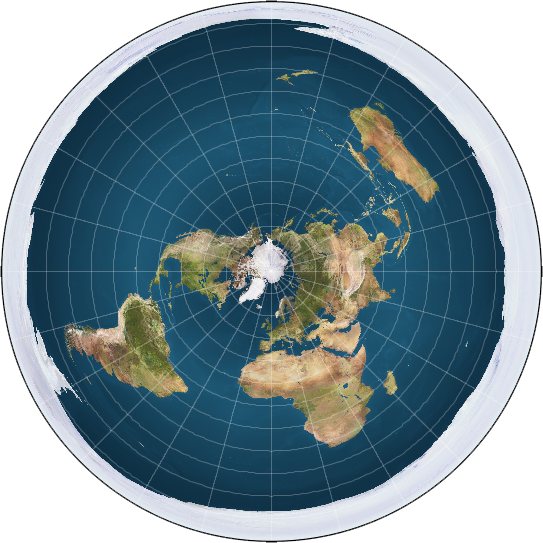
Mapa Płaskiej Ziemi

Towarzystwo Płaskiej Ziemi (ang. Flat Earth Society, także International Flat Earth Research Society) – organizacja głosząca pseudonaukowy pogląd, jakoby Ziemia była dyskiem z centrum w biegunie północnym, otoczonym ścianą lodu, nad którą zawieszony jest Kosmos, w tym Słońce i Księżyc.

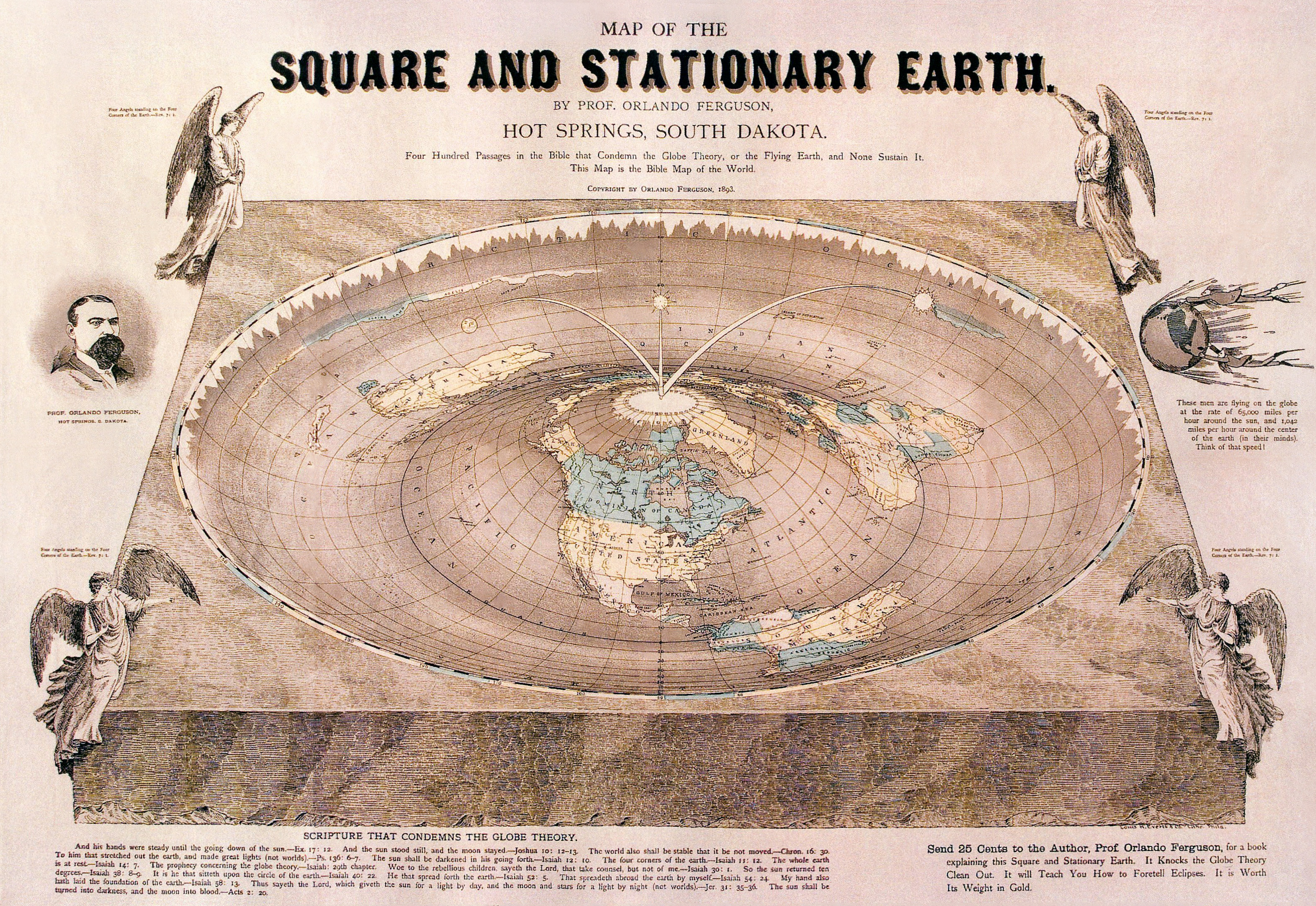
Model Płaskiej Ziemi na rysunku z 1893

## Kontekst historyczny

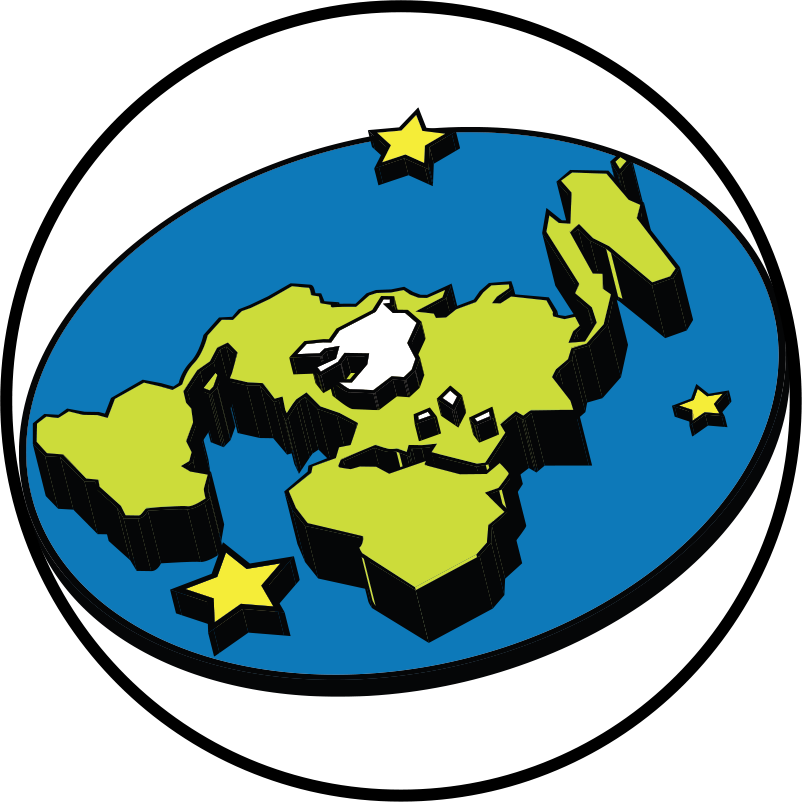
Logo Towarzystwa Płaskiej Ziemi

Podwaliny współczesnej koncepcji płaskiej Ziemi stworzył angielski wynalazca, Samuel Birley Rowbotham, który twierdził, iż Biblię należy rozumieć dosłownie. Wydał on broszurę zatytułowaną Zetetic Astronomy. Później wydał także książkę pt. Earth Not a Globe, w której przedstawił wizję Ziemi jako dysku z biegunem północnym na środku. Według jego wizji Słońce oraz Księżyc były „zawieszone” 3000 mil (4800 km) nad Ziemią, a kosmos – 3100 mil (5000 km). Rowbotham opublikował także broszurę The Inconsistency of Modern Astronomy and its Opposition to the Scriptures (ang. Niespójność współczesnej astronomii i jej sprzeciw wobec Pisma Świętego). Argumentował w niej, że:

Biblia, zgodnie z naszymi obserwacjami, głosiła ideę, że Ziemia jest płaska i nieruchoma, a ta podstawowa prawda nie powinna być odrzucana wyłącznie na podstawie ludzkich przypuszczeń

Rowbotham oraz jego naśladowcy, na przykład William Carpenter, zyskali dużą popularność, wykorzystując pseudonaukowe argumenty w debatach ze znanymi uczonymi, w tym Alfredem Russelem Wallace’em. Rowbotham założył w Anglii oraz w Nowym Jorku stowarzyszenie Zetetic Society, które w krótkim czasie rozpropagowało tysiące kopii broszury Zetetic Astronomy.
Po śmierci Rowbothama w 1884 Elizabeth Blount utworzyła Universal Zetetic Society, którego celem było „propagowanie naturalnej kosmogonii wg Pisma Świętego, popartej naukowymi badaniami”. Towarzystwo wydało publikację pt. The Earth Not a Globe Review i było bardzo aktywne na początku XX wieku. W latach 1901–1904 było wydawane oficjalne czasopismo płaskoziemców „Earth: a Monthly Magazine of Sense and Science” pod redakcją Elizabeth Blount.

## International Flat Earth Research Society
W 1956 Samuel Shenton reaktywował organizację zwolenników Rowbothama pod nazwą International Flat Earth Research Society (ang. Międzynarodowe Towarzystwo Badań nad Płaską Ziemią) z siedzibą w prywatnym domu w Dover. W tym przypadku głównym motywem działania płaskoziemców nie były względy religijne, a sam Shenton znany był z zamiłowania do różnego rodzaju pseudonauk i teorii pseudonaukowych. Shenton sceptycznie podchodził do zdjęć satelitarnych Ziemi, mówiąc, że jest to efekt złudzenia optycznego, na które „nabiera się” jedynie niewytrenowane oko. Widoczną krzywiznę Ziemi przypisywał zniekształceniu obrazu przez obiektyw szerokokątny.
Po śmierci Shentona w 1971 prezesem towarzystwa został Charles Kenneth Johnson. W ciągu trzech dekad, w których przewodził organizacji, osiągnęła ona liczebność 3500 członków. Najbardziej znaną publikacją z tego okresu jest kwartalnik „Flat Earth News”. Magazyn był darmowy, a finansowanie zapewniały opłaty członkowskie wynoszące 6–10 dolarów rocznie. Johnson w swojej argumentacji powoływał się na Biblię, a naukowców nazywał „fałszerzami, którzy nauką chcą zastąpić religię”. International Flat Earth Research Society wypowiadało się także przeciwko amerykańskim agencjom rządowym, zwłaszcza NASA.
Zgodnie z wizjami świata płaskoziemców z tamtego okresu Ziemia jest dyskiem o środku na biegunie północnym otoczonym 48-metrowym murem z lodu na Antarktydzie. Powstała w ten sposób mapa przypomina flagę ONZ, którą Johnson przedstawił jako kolejny argument dla słuszności swojej hipotezy. W tym modelu Słońce i Księżyc mają średnicę 32 mil (52 km).
Po śmierci Johnsona, w 2001, w organizacji nastąpiła stagnacja, jednak trzy lata później działanie stowarzyszenia wznowił nowy prezes, Daniel Shenton (niespokrewniony z dawnym prezesem Samuelem Shentonem). Przeniósł on dyskusję na temat płaskiej Ziemi na internetowe forum dyskusyjne. W 2009 nastąpiło szczególne zainteresowanie poglądami płaskoziemców. Powstała nowa strona internetowa z hipotezami i bibliografią na temat płaskiej Ziemi oraz serwis typu wiki. W lipcu 2017 stowarzyszenie liczyło ponad 5000 członków.
Członkowie organizacji nie mają jednej ustalonej wizji „rzeczywistego” kształtu Ziemi. Według jednego z poglądów jest ona dyskiem otoczonym Antarktydą, która posiada 50-metrowej wysokości krawędź, aby nie spaść w przestrzeń kosmiczną. Według tej wizji grawitacja nie istnieje, a iluzja przyciągania ziemskiego powodowana jest przez jednostajnie przyspieszony ruch Ziemi w górę. Inny pogląd głosi, że Ziemia jest dyskiem o nieskończonej powierzchni.
Istnieje też wielu zwolenników hipotezy płaskiej Ziemi odcinających się od organizacji, posiadających poglądy różniące się w wielu kwestiach od poglądów Towarzystwa Płaskiej Ziemi.

## Krytyka
Towarzystwo Płaskiej Ziemi jest od lat szeroko krytykowane za pseudonaukowe hipotezy, od dawna wykluczone przez naukę, i nieuznawanie racjonalnych dowodów podważających możliwość istnienia płaskiej Ziemi, w tym zdjęć satelitarnych kuli ziemskiej. Eugenie Scott nazwała płaskoziemców grupą wyznawców ekstremalnej teologii biblijno-literackiej: Ziemia jest płaska, ponieważ Biblia mówi, że Ziemia jest płaska, więc jest płaska – niezależnie od tego, co mówi nam nauka.
W 2018 Steven Novella przeanalizował wierzenia współczesnych płaskoziemców i wygłosił następującą opinię:

Jest to całkowite populistyczne odrzucenie wszelkich przesłanek naukowych. Teorie płaskoziemców przedstawiają przerażająco uproszczony obraz świata, który (częściowo z ignorancji, a częściowo z rozmysłu) ignoruje złożoność naszej rzeczywistości. Obraz ten jest tak leniwy, dziecinny i pobłażliwy, że powoduje zakorzenienie się ignorancji w ludzkich umysłach.

Samo towarzystwo bywa także krytykowane przez część zwolenników współczesnej hipotezy płaskiej Ziemi. Uważają oni, że organizacja jest kontrolowana przez rządy, po to, by pogląd o płaskiej Ziemi jawił się jako absurdalny w oczach osób zaciekawionych tematem.

## Odniesienia w świecie współczesnym
Temat płaskiej Ziemi pojawia się też na szeroką skalę w mediach społecznościowych, między innymi na Facebooku i YouTube. Zaćmienie Słońca z 21 sierpnia 2017 wywołało na portalach społecznościowych lawinę pseudonaukowych hipotez prezentujących szczegóły zaćmienia, mające rzekomo stanowić dowód na prawdziwość wizji płaskiej Ziemi. Także w 2017 tunezyjski doktorant wywołał duże poruszenie w kręgach płaskoziemców, dowodząc w swojej pracy doktorskiej, że Ziemia jest „płaska, nieruchoma, młoda (ok. 13 500 lat) i leży w centrum wszechświata”.

### Płaskoziemcy w kulturze masowej
- Powieść Richarda A. Lupoffa pt. „Circumpolar!” opisuje płaską Ziemię z centrum na biegunie północnym. W utworze znalazły się także kontynenty Lemuria i Atlantyda[24].
- Amerykański punkrockowy zespół Bad Religion w swoim albumie „Against the Grain” z 1990 stworzyła piosenkę „Flat Earth Society”, w której działania stowarzyszenia nazywa kłamstwem[25].
- W 1984 angielski muzyk Thomas Dolby wydał album zatytułowany „The Flat Earth”. Daniel Shenton odniósł się do tego albumu i stał się on wprowadzeniem do jego wizji świata[26].
- Raper B.o.B w swojej piosence pt. „Flatline” głosi, że Ziemia jest płaska[27]. Po jej publikacji otrzymał zaproszenie do wstąpienia do Towarzystwa Płaskiej Ziemi, które zaakceptował[28].
- Wydawnictwo Steve Jackson Games w grze karcianej Illuminati przedstawiło Towarzystwo Płaskiej Ziemi.